# نوربرت ماو
نوربرت ماو (بالإنجليزية: Norbert Mao)‏ هو محامي وسياسي أوغندي، ولد في 1967 في أوغندا. نشط حزبياً في الحزب الديمقراطي ‏. وقد انتخب عضو برلمان أوغندا.